# زکی الخطیب

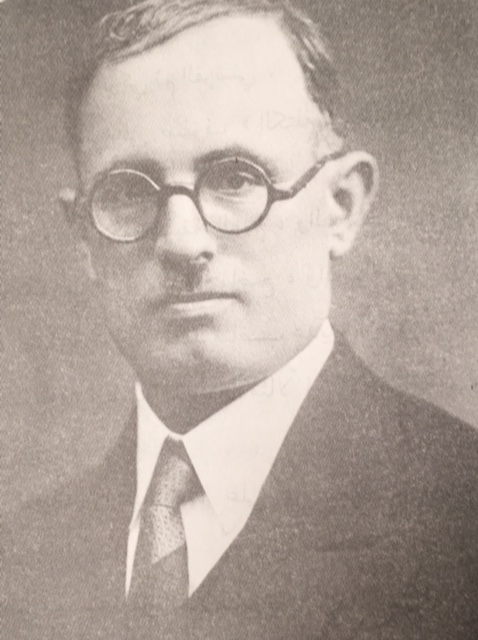
زکی الخطیب، وکیل و سیاست‌مدار اهل سوریه

زکی الخطیب (زاده ۱۸۸۷ در دمشق – درگذشته ۲۴ آوریل ۱۹۶۱ در دمشق) وکیل و سیاست‌مدار اهل سوریه بود که به‌مدت دو هفته در نوامبر ۱۹۵۱، تصدی نخست‌وزیری سوریه را به‌عهده داشت.

## دوران کودکی و تحصیلات
الخطیب در دمشق در سال ۱۸۸۷ به دنیا آمد. پدرش شیخ ابوالخیر عالم دینی در شام بود. خطیب مدرک حقوق و علوم سیاسی خود را در استانبول دریافت کرد.

## منصب‌های دولتی
در سال ۱۹۱۰ فرماندار سنجار، ۱۹۱۸ فرماندار استان عجلون و سپس مدیر مخابرات حلب در سال ۱۹۱۹ بوده‌است.
او در حکومت فدرال سوریه در سال ۱۹۲۵، منصب رئیس دیوان وزارت کشور سوریه را متصدی شد.

## منصب‌ها سیاسی و پارلمانی
در سال ۱۹۲۸ او به عنوان نمایندهٔ دولت دمشق انتخاب شد، و در وزارت حسن الحکیم در سپتامبر سال ۱۹۴۱ میلادی وزیر دادگستر سوریه شد. در سال ۱۹۴۷ برای بار دوم به عنوان نمایندهٔ دمشق انتخاب شد. و دوباره در حکومت ناظم قدسی در سپتامبر ۱۹۵۰ متصدی وزارت دادگستری شد.
خطیب در بنیان‌گذاری جبش‌های عربی و احزاب دیگر همکاری‌هایی کرده‌است مانند تشکیل «جبهٔ ملی متحد» که با همکاری عبدالرحمن شهبندر انجام داده است.

### نخست‌وزیری
رئیس‌جمهور هاشم الاتاسی در تاریخ ۱۳ نوامبر ۱۹۵۱ خطیب را مکلف به تشکیل دولت کرد، این دولت آخرین دولتی بود هاشم الاتاسی در دورهٔ دوم رئاست جمهوریش تشکیل داد. خطیب روابطی تیره با ارتش سوریه داشت که عاملی بود که او را بعد از دو هفته مجبور به استعفا از نخست‌وزیری سوریه کرد.

## وفات
او عرصهٔ سیاست را در زمان ادیب شیشکلی کنار گذاشت و در سال ۱۹۶۱ وفات یافت.